# Deadbeat
(Tagline della serie.)
Deadbeat è stata una serie televisiva statunitense creata da Cody Heller e Brett Konner dal 2014 al 2016.
La commedia nera soprannaturale rappresenta la prima collaborazione tra la Lionsgate Televisione, la Plan B Entertainment, la Dakota Pictures e Hulu, che ha trasmesso la serie direttamente via web dal 9 aprile 2014 al 20 aprile 2016.
In Italia, dopo la pubblicazione su Mediaset Infinity dal 25 giugno 2015 al 10 agosto 2016, viene trasmessa in prima visione pay dal 14 novembre 2015 su Joi.

## Trama
Brooklyn, New York. Kevin Pacalioglu, detto "Pac", è un fannullone che vivacchia assumendo grandi quantitativi di marijuana e, occasionalmente, lavorando come medium. Egli infatti è dotato fin da bambino della capacità di vedere e parlare con i fantasmi; motivo per il quale, incoraggiato dal suo migliore ed unico amico, nonché spacciatore, Roofie, si impegna nel risolvere, sotto pagamento, i conti lasciati in sospeso dalle anime dei defunti permettendogli così di riposare in pace. 
La spesso inconcludente attività di Pac finisce per fargli attirare le antipatie della famosa e vendicativa medium truffaldina Camomile White, la quale inizia un'aspra faida nei suoi confronti spalleggiata dalla sua timida e spesso sottomessa assistente sicofante Sue. Nella seconda stagione, oltre a barcamenarsi per sbarcare il lunario come medium, Pac tenta di portare avanti un'improbabile relazione sentimentale col fantasma di Sue. Nella terza stagione, dopo la morte di Camomile, il definitivo passaggio di Sue nell'aldilà e la fuga (con conseguente morte) di Roofie in sudamerica, Pac riprende le sue rocambolesche vicissitudini assieme ad un nuovo partner, Clyde.

## Episodi
| Stagione         | Episodi | Prima TV USA | Prima TV Italia |
| ---------------- | ------- | ------------ | --------------- |
| Prima stagione   | 10      | 2014         | 2015            |
| Seconda stagione | 13      | 2015         | 2015            |
| Terza stagione   | 13      | 2016         | 2016            |

## Personaggi e interpreti
- Kevin "Pac" Pacalioglu (stagioni 1-3), interpretato da Tyler Labine, doppiato da Stefano Crescentini
- Rufus "Roofie" Jones (stagioni 1-2), interpretato da Brandon T. Jackson, doppiato da Simone Crisari
- Camomile White (stagioni 1-2), interpretata da Cat Deeley, doppiata da Francesca Fiorentini
- Sue Tabernacle (stagioni 1-2), interpretata da Lucy DeVito, doppiata da Letizia Scifoni
- Clyde Shapiro (stagione 3), interpretato da Kal Penn, doppiato da Gabriele Lopez

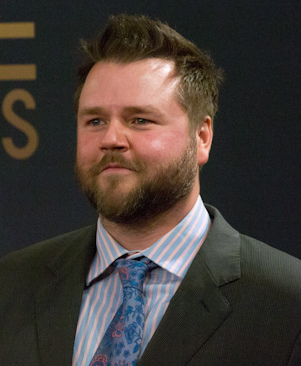
Tyler Labine interpreta Kevin Pacalioglu
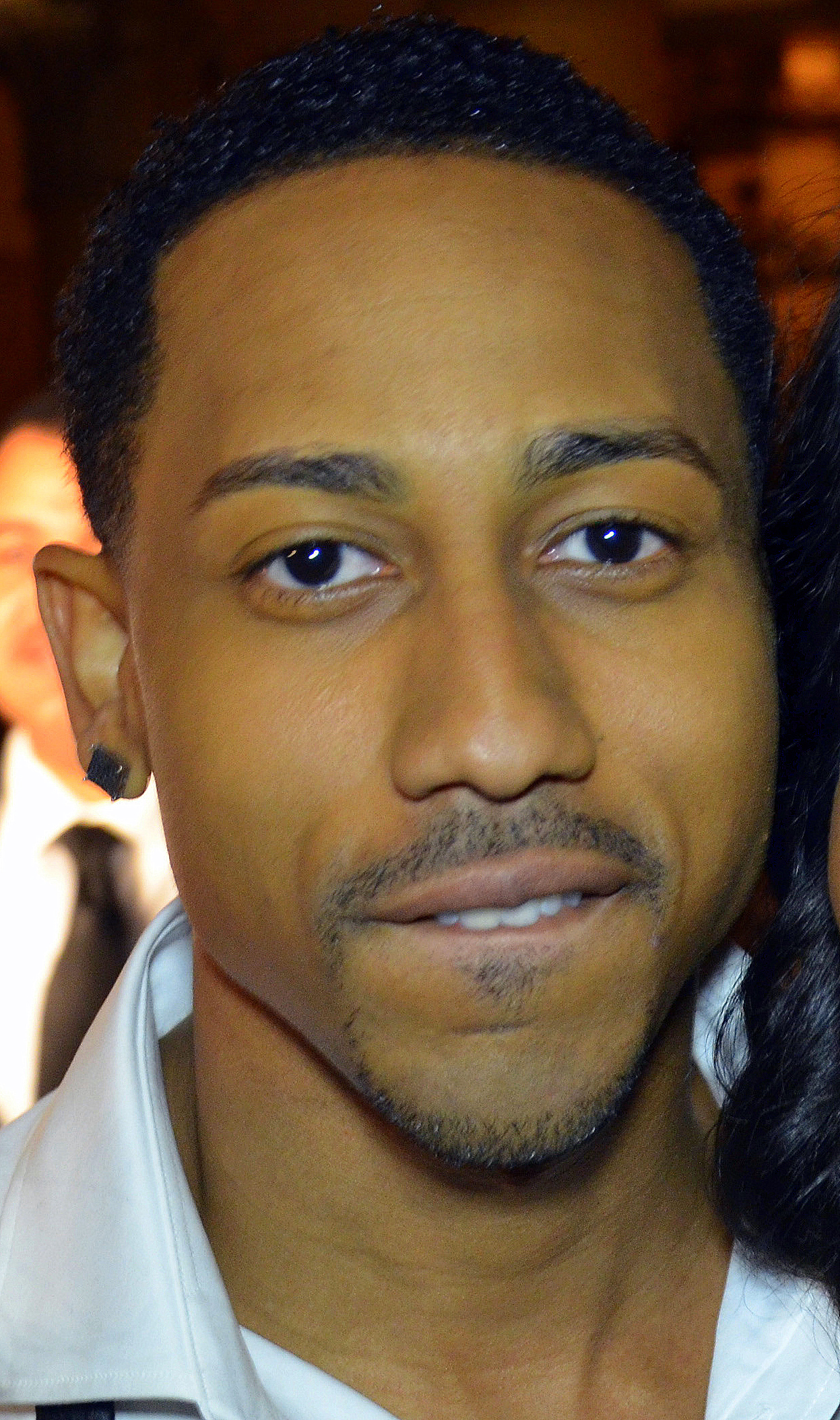
Brandon T. Jackson interpreta "Roofie" Jones
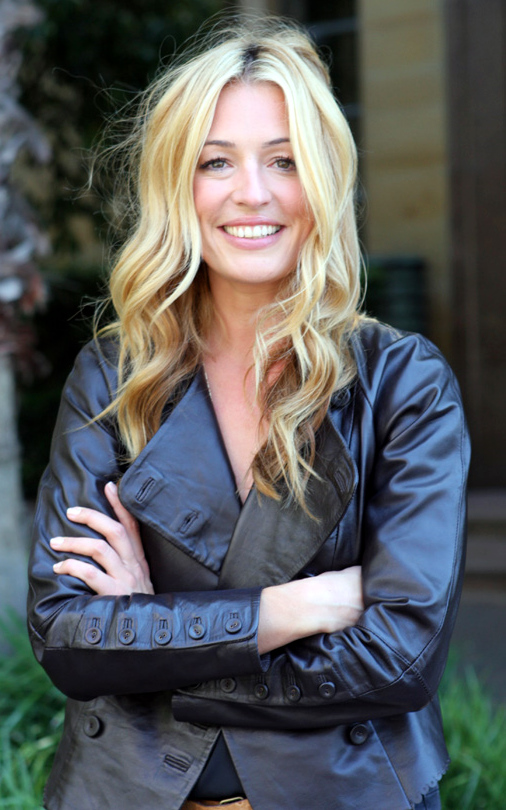
Cat Deeley interpreta Camomile White
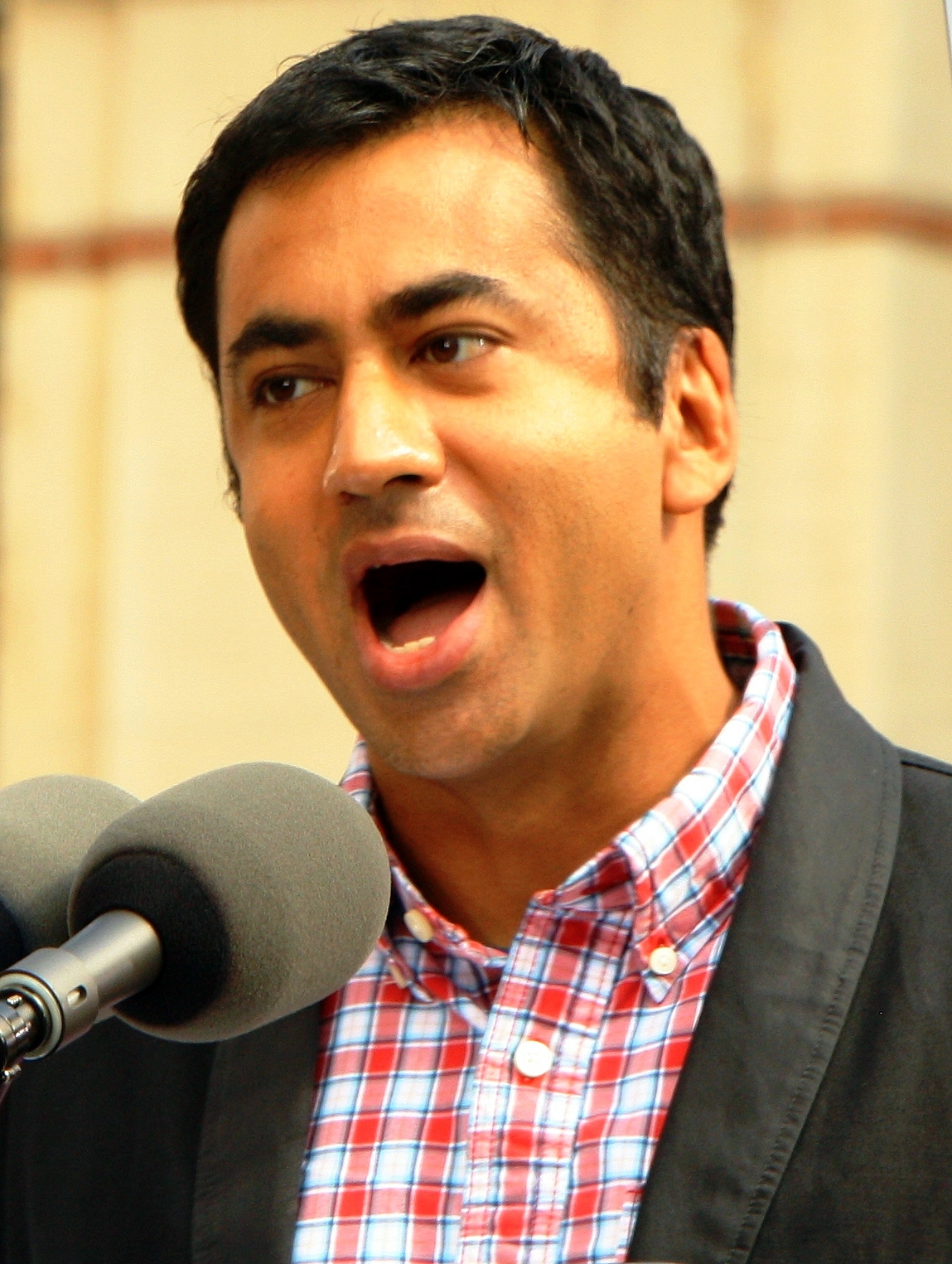
Kal Penn interpreta Clyde Shapiro

## Produzione
Il 27 agosto 2013 Hulu e Lionsgate Television ordinarono a Cody Heller e Brett Konner la produzione di una prima stagione completa di 10 episodi. I quali sarebbero stati tutti diretti da Troy Miller e pubblicati in un unico giorno secondo il format volto ad assecondare il binge watching, risultato spesso di successo per le serie Netflix. Il 3 ottobre 2013 vengono resi ufficiali i casting di Tyler Labine nel ruolo del protagonista, descritto come «Il bambino de Il sesto senso, che crescendo è diventato il Drugo.», e di Cat Deeley nel ruolo dell'antagonista, definita contemporaneamente "nemesi" e "interesse sentimentale" del personaggio di Labine. Cinque giorni dopo vengono scritturati Brandon T. Jackson e Lucy DeVito, completando il cast principale. Il 21 marzo 2014 i quattro attori presentano la serie all'SWSX e, dieci giorni dopo, ne viene pubblicato il primo trailer ufficiale, stabilendone la data di trasmissione per il 9 aprile 2014.
Il 30 aprile 2014, ventuno giorni dopo la messa in onda della prima stagione, è stata confermata la produzione di una seconda, interamente trasmessa il 20 aprile 2015. A un mese di distanza, la serie è stata ufficialmente rinnovata per la terza stagione i cui episodi sono stati tutti trasmessi il 20 aprile 2016 e per la quale, a eccezione di Labine, il cast è stato completamente rinnovato non vedendo il ritorno di nessuno dei componenti originari ma l'introduzione di Kal Penn nei panni dell'amichevole imprenditore amante delle droghe Clyde.
Il 5 giugno 2016 Hulu ha annunciato ufficialmente la cancellazione della serie.